# Pieter Vostaert
Pieter Vostaert was een Vlaamse dichter uit de 13e eeuw, geboren en getogen in het toenmalige graafschap Vlaanderen. Het enige wat wij van hem weten is zijn naam en dat hij een (bewust?) onvoltooide Roman van Walewein, een oorspronkelijk Middelnederlandse niet-historische Arthurroman van de eveneens Vlaamse auteur Penninc, van een slot voorzag. Penninc lijkt zijn roman te hebben afgebroken met regel 7834, in een passage die zich het best laat typeren als een authentieke 'cliffhanger'. Naar zijn zeggen in de epiloog voegde Pieter Vostaert daar omstreeks 3300 versregels aan toe, wat lijkt te kloppen, want de Roman van Walewein telt in de enige complete redactie in het handschrift UB Leiden, hs. Letterk. 195-2 11.198 versregels.
Dat Pieter Vostaert Penninc gekend heeft en wist hoe de roman zou moeten eindigen wordt algemeen aangenomen, maar is allerminst zeker. Gezegd moet worden dat de voortzetting van de Roman van Walewein met de geest van de Rode Ridder in de rol van 'Grateful Dead', die Walewein en Ysabel uit de dodencel redt, authentiek overkomt. Wat daarna volgt mist overtuiging en de afloop is onbevredigend.
Het kan haast niet anders of Pieter Vostaert moet meer geschreven hebben dan dit slot aan de Roman van Walewein, maar helaas is er niets meer van hem bewaard gebleven.